# Шапероніни
Шапероніни - це білки, які забезпечують сприятливі умови для правильного згортання інших білків, запобігаючи таким чином агрегації. Вони запобігають неправильному згортанню білків, що запобігає таким захворюванням, як коров'ячий сказ, наприклад. Щойно створені білки зазвичай повинні складатися з лінійного ланцюга амінокислот, яка потім формуватиме тривимірну третинну структуру . Шапероніни належать до великого класу молекул - молекулярні шаперони, які сприяють згортанню білка. Енергію для згортання білків забезпечує аденозинтрифосфат (АТФ). Шапероніни також можуть мітити неправильно згорнуті білки, для їх подальшої деградації.

## Структура
Структура цих шаперонінів нагадує два пончики, складені один на одного, утворюючи бочку.
Кожне кільце складається з 7, 8 або 9 субодиниць залежно від організму, в якому було знайдено шаперонін.

## Категорії шаперонінів

### І група
Шапероніни I групи містяться в бактеріях, а також органелах ендосимбіотичного походження: хлоропластах та мітохондріях .
Комплекс GroEL / GroES у E. coli - це шаперонін I групи та найкраще характеризується великим (~ 1 МДа) шапероніновим комплексом.
- GroEL - це двомісний кільцевий 14мер з гідрофобною ділянкою при його відкритті і може вміщувати субстрати розміром 15-60 кДа для їх нативного фолдингу.
- GroES - це однокільцевий гептамер, який зв'язується з GroEL у присутності АТФ або аналогів перехідного стану гідролізу АТФ, такий як ADP-AlF 3 . Це як кришка, яка покриває GroEL (коробка / пляшка).

GroEL / GroES може не в змозі усувати білкові агрегати, але кінетично він конкурує на шляху неправильного фолдингу та агрегації, тим самим запобігаючи утворенню агрегату.

### ІІ група
Шапероніни II групи, які містяться в еукаріотичному цитозолі та в археях, охарактеризовані менше.
1. ↑  Howard Hughes Investigators: Arthur L. Horwich, M.D. Архів оригіналу за 26 липня 2019. Процитовано 25 лютого 2020. [Архівовано 2019-07-26 у Wayback Machine.]
2. ↑  Robb, Frank T.; Alberto J. L. Macario; Yohda, Masafumi; Macario, Everly Conway de (15 березня 2019). Bridging human chaperonopathies and microbial chaperonins. Communications Biology (англ.). 2 (1): 103. doi:10.1038/s42003-019-0318-5. ISSN 2399-3642. PMC 6420498. PMID 30911678.
3. ↑  Fenton WA, Horwich AL (May 2003). Chaperonin-mediated protein folding: fate of substrate polypeptide. Q. Rev. Biophys. 36 (2): 229—56. doi:10.1017/S0033583503003883. PMID 14686103.